# فيليب دالي (مصرفي)
فيليب دالي هو مصرفي كندي، ولد في ديسمبر 1860، وتوفي في 22 يناير 1923 في مقاطعة سيباستيان في الولايات المتحدة.